# Molfetta
Molfetta ist eine Hafenstadt mit 57.305 Einwohnern (Stand 31. Dezember 2023) in der Metropolitanstadt Bari in Apulien (Italien). Die Stadt liegt etwa 25 km nordwestlich von Bari.

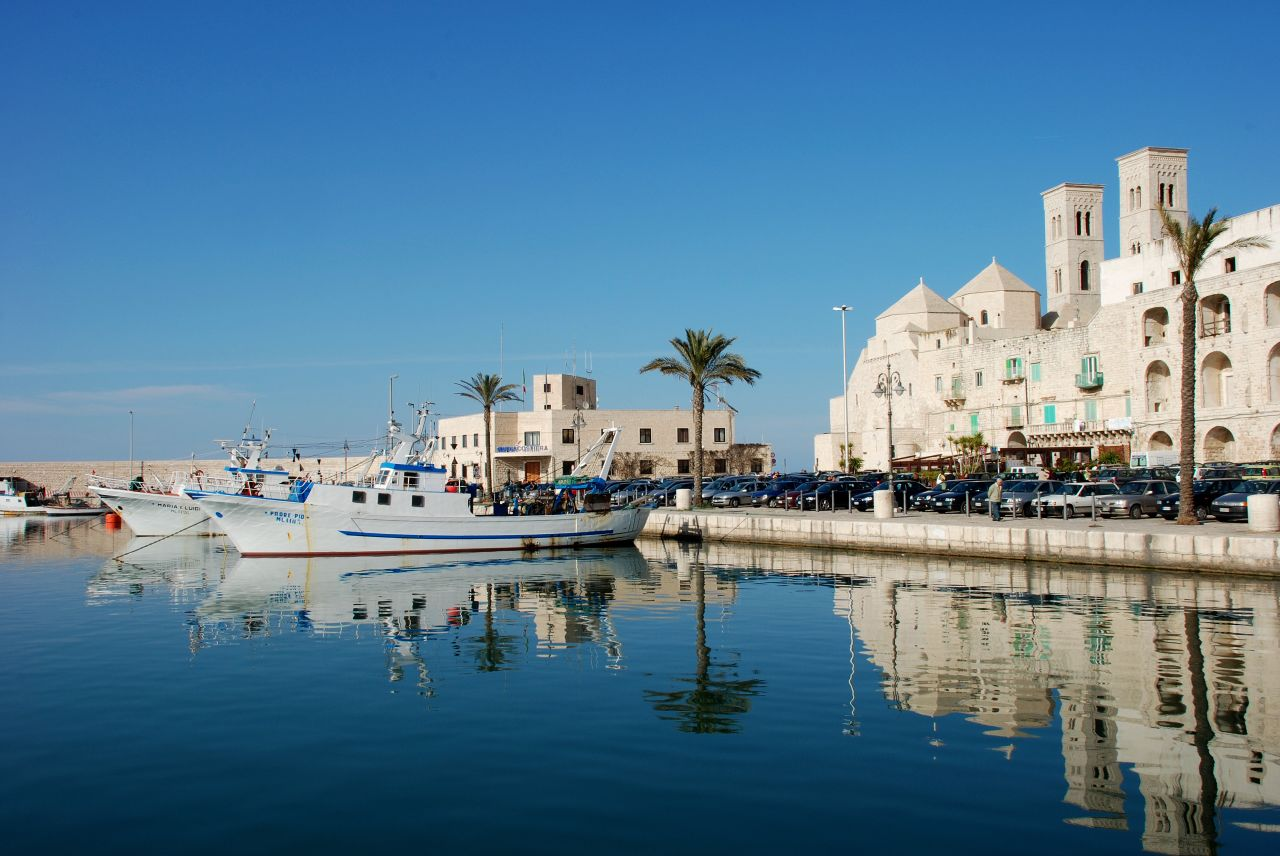
Panorama

Molfetta ist Sitz des römisch-katholischen Bistums Molfetta-Ruvo-Giovinazzo-Terlizzi. Der spätere Papst Innozenz VIII. war von 1472 bis zu seiner Wahl 1484 Bischof von Molfetta.

## Stadtbild
Die Altstadt von Molfetta mit dem Duomo di San Corrado (deutsch: Dom Sankt Konrad) aus dem Jahr 1150 musste in den letzten Jahren als besonders drastisches Beispiel für Stadtentkernung dienen. Sie war nahezu aufgegeben und ruiniert. Eine Generalsanierung zeigte bisher deutliche Verbesserung der Situation. Der alte und neue Dom sowie große Teile der Altstadt sind renoviert und mittlerweile in einem guten Zustand.
Der neue Dom stammt aus dem 17. und 18. Jahrhundert.
Der Pulo di Molfetta ist eine Doline die im Karst etwa 1,5 km südwestlich vom Zentrum Molfettas liegt und durch den Einsturz des Gewölbes (und der Trennwände einer oder mehrerer Höhlen) entstand. Er ist Teil eines komplexen Systems, das aus mehreren Karstlöcher besteht, die aufgrund einer Reihe geologischer Zufälle an dieser Stelle entstanden.

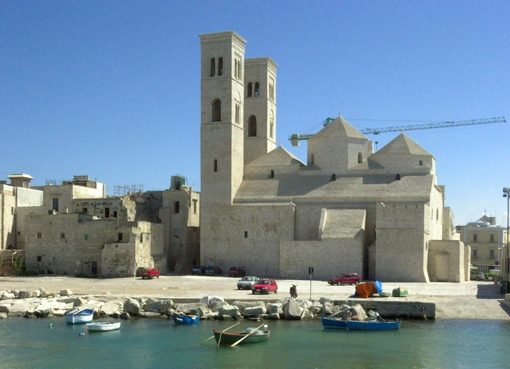
Der Dom
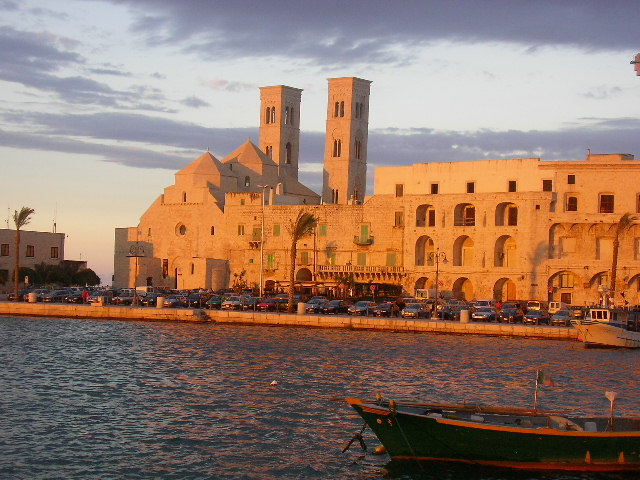
Der Hafen mit Blick auf den Dom
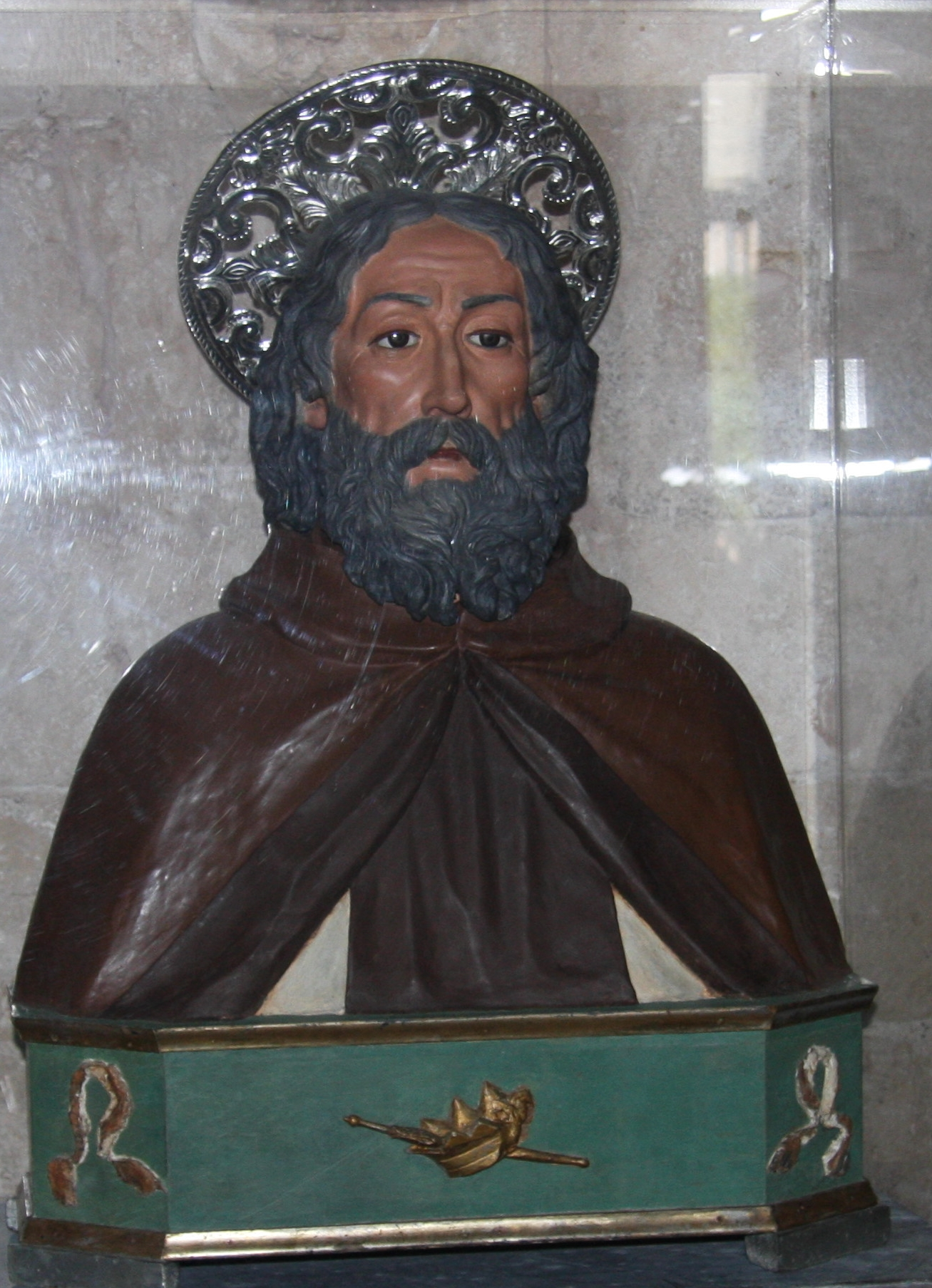
Büste von Sankt Konrad im Dom
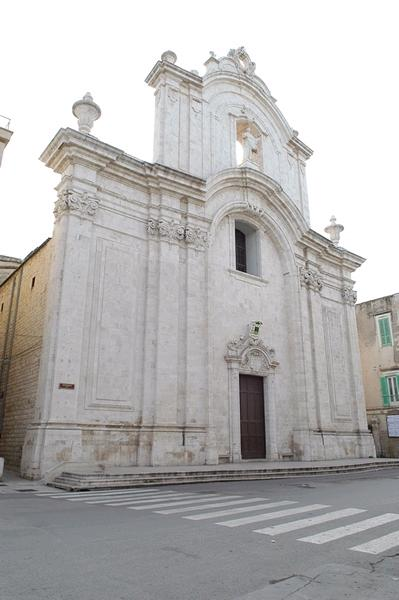
Der neue Dom S. Maria Assunta
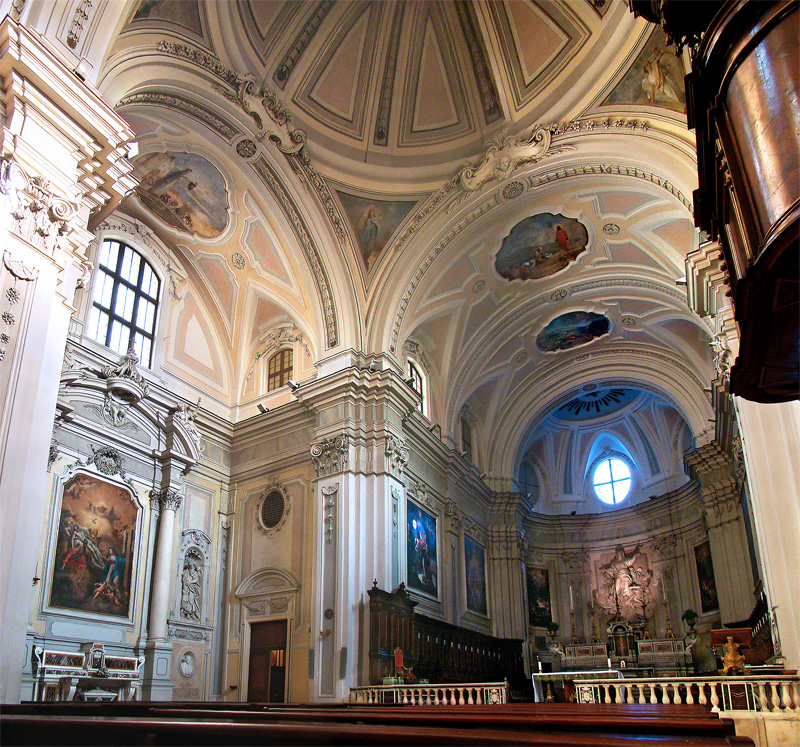
Der neue Dom von innen
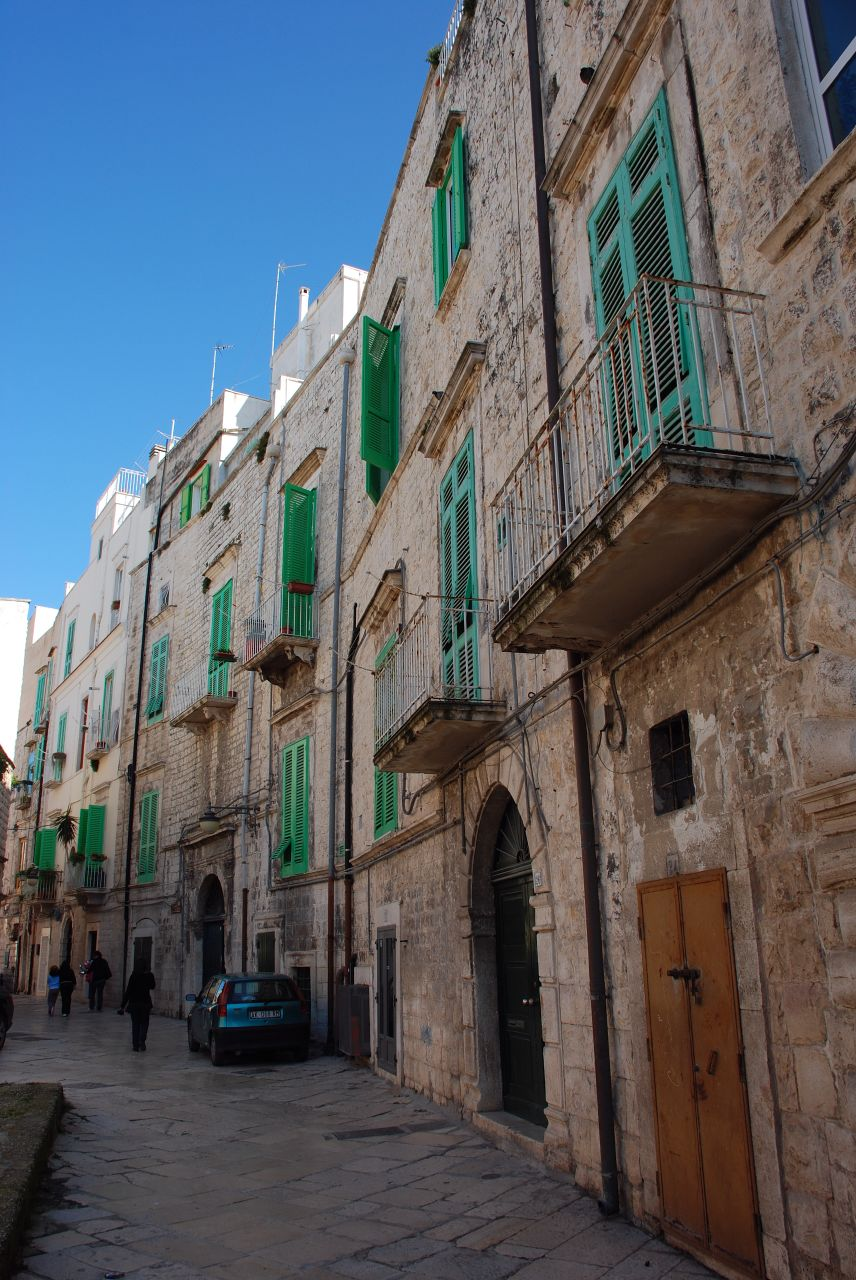
Eine Gasse in Molfetta
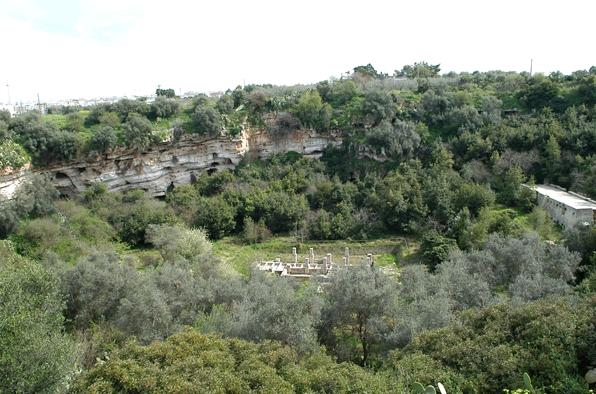
Pulo di Molfetta

## Wirtschaft
In der Region um Molfetta werden Oliven und Wein angebaut.

## Städtepartnerschaften
- Görlitz, Deutschland, seit 1971
- Fremantle, Australien, seit 1984

## Söhne und Töchter der Stadt
- Antonio de Beatis (Lebensdaten unbekannt), Kanoniker
- Nicola Riganti (1744–1822), Bischof von Ancona und Numana und Kardinal
- Gaetano Salvemini (1873–1957), Autor und Politiker
- Mario Almirante (1890–1964), Schauspieler und Regisseur
- Domenico Leccisi (1920–2008), Politiker und Journalist
- Giovannangelo Camporeale (1933–2017), Archäologe und Etruskologe
- Angelo Kardinal Amato (1938–2024), Kurienkardinal
- Gaetano Salvemini (1942–2024), Fußballspieler und -trainer
- Pasqualina Napoletano (* 1949), Politikerin und Lehrerin
- Michele Salvemini (* 1973), der Musiker Caparezza
- Rossella Biscotti (* 1978), Video-, Performance- und Installationskünstlerin